# Mandailles-Saint-Julien
Mandailles-Saint-Julien è un comune francese di 204 abitanti situato nel dipartimento del Cantal nella regione dell'Alvernia-Rodano-Alpi.

## Società

### Evoluzione demografica
Abitanti censiti